# 72 часа
«72 часа» — российская военная драма 2015 года, снятая режиссёром Кирой Ангелиной.

## Сюжет
1956 год. В привокзальном кафе капитан НКВД в отставке Борис Коленов, в годы войны командир партизанского отряда, узнаёт в случайном пассажире Дмитрия Пронина, предателя, который в годы войны погубил сотни жизней, будучи в оккупированном городке полицаем. Коленов задерживает пассажира и доставляет его в отделение милиции, но у того документы на другое имя и он, хитрый и изворотливый, уходит от подозрений. По закону у Коленова и следователя Коваль, чтобы найти доказательства и свидетелей, а также предъявить обвинение, есть только 72 часа… Действие переносится в 1942 год. Великая Отечественная война. Оккупированный немцами городок Ставрово, где действует подполье, состоящее из вчерашних школьников. В центре истории — Василий и Дмитрий, учились в одной школе, любили одну девушку Шуру, но первый создал из комсомольцев подполье, а второй, предав всех, пошёл служить немцам.

## В ролях
- Елизавета Арзамасова — Шура Горницкая
- Митя Лабуш — Митя Пронин
- Александр Зельский — Вася Швецов
- Ирина Розанова — Коваль, следователь
- Алексей Шевченков — Борис Коленов
- Анатолий Гущин — Дмитрий Пронин в 1956 году
- Татьяна Лютаева — мать Пронина
- Николай Сахаров — отец Пронина
- Максим Костромыкин — Николай Притула
- Артур Псакин — Коля Лесков
- Дмитрий Подадаев — Егор Белов
- Фёдор Леонов — Тимофей Самсонов
- Анастасия Королькова — Зина Ступина
- Александр Касаткин — Матвей Пронин
- Татьяна Чепелевич — Тома Горницкая
- Нателла Третьякова — Елизавета Петровна Горицкая
- Павел Груненков — Лев Аронович, врач
- Вячеслав Василюк — военком
- Лара Шум — кондуктор

## Реальная основа
В основу сюжета легла реальная история Людиновской подпольной комсомольской группы, в годы войны действовавшей в оккупированном немцами городе Людиново Калужской области.
В ноябре 1956 года на Павелецком вокзале в Москве был арестован, а позднее осуждён и приговорен к смертной казни Дмитрий Иванов, который в 1943 году выдал немцам подпольщиков.
Имена героев и название города в фильме изменены, фильм не документальный, а художественный.
Спустя два года выпустившая фильм продюсерская компания Николая Расторгуева сняла документальный фильм о подпольщиках — «Людиновские орлята».
Кроме того, в 2021 году по идее Николая Расторгуева в городе Людинове был установлен памятник работы Александра Рожникова участникам людиновского подполья.

## Прокат
Премьера фильма состоялась 21 апреля 2016 года в московском Доме Кино, в широкий прокат фильм вышел 5 мая 2016 года, в первую неделю проката вошёл в десятку лидеров проката.
По телевидению премьера фильма состоялась только спустя три года — фильм был показан в эфире «Первого канала» в субботу, 22 июня 2019 года, в 23:00.

## Фестивали и награды
- 2016 — XXIV Международный детский кинофестиваль «Алые паруса Артека» — По результатам голосования Большого детского жюри фильм признан «Самым мудрым фильмом».
- 2020 — XVIII Международный фестиваль военного кино имени Ю. Н. Озерова — Специальный приз жюри «За достоверное отражение темы патриотизма».